# 罗伯特·G·贾汉
罗伯特·G·贾汉（英語：Robert George Jahn，1930年4月1日—2017年11月15日）是一位美国等离子体物理学家，曾任普林斯顿大学工程学院主任。